# Hummel és heroin
A Hummel és heroin (Hummel & Heroin) a South Park című amerikai animációs sorozat 282. része (a 21. évad 5. epizódja). Elsőként 2017. október 18-án sugározták az Egyesült Államokban a Comedy Central műsorán. Magyarországon szinkronosan 2017. november 9-én szintén a Comedy Central mutatta be.
Az epizód az Egyesült Államokban tomboló opioidfüggőséget tárgyalja, miközben az idősek otthonában zajló életet a kemény börtönök stílusában ábrázolja.

## Cselekmény
Marcus Preston születésnapján egy Chuck E. Cheese-nek öltözött mulattató lép fel, aki azonban a produkciója során elhányja magát és meghal. A rendőrség kiszáll a helyszínre és megállapítja, hogy gyógyszertúladagolásban halt meg, ahogyan sokan mások is. Mindazonáltal fogalmuk sincs, hogy honnan szerezhetik be az anyagot. Stan meglátogatja Marvint, a nagyapját az idősek otthonában, és a kérésére visz neki egy pár Hummel porcelánfigurát. Marvin arra kéri Stant, hogy Ms. McGillicudy parancsára vigyen el egy pár horgolt párnát valakinek - az idős asszony az otthonban a "főgenya". Később Stan a többiek jelenlétében elcseréli a horgolt párnákat pár ritka Hummel-figuráért egy Swiper rókának öltözött mulattatóval. Pár nappal később Marcus megemlékezést tart a meghalt mulattatók emlékére, akik közt már ott van Swiper is. Stan rájön, hogy tudtán kívül drogcsempész lett (a párnákban az öregektől begyűjtött gyógyszerek vannak), barátai pedig bepánikolnak és azt akarják, hogy jelentse fel a nagyapját. Mikor Stan meglátogatja Marvint az idősek otthonában, Marvin közli vele, hogy Ms. McGillicudy hatalma a Hummel-figuragyűjteményen alapul - a nő meg is fenyegeti Marvint Stan jelenlétében, hogy ha nem működik együtt, nagyon megjárja - aki nem működik együtt, az megy a "nyugiszobába" (az angol eredetiben egy szójáték: solitary confinement helyett solitaire, azaz pasziánszozásra ítélik őket). Marcus elmegy a hullaházba, ahol a Chuck E. Cheese-figurás mulattatót boncolják, és megtudja, hogy a túladagoláson kívül Hummel-figurákat találtak a végbelében - furcsa módon ezen a boncmester nincs meglepődve, mert rendszeresen ezt tapasztalják.
Marcus végül megtalálja Stant, mert feltűnik neki, hogy rengeteg Hummel-figurát vásárol, és megfenyegeti, hogy lebuktatja, ha kiderül, hogy bármi köze van a halálesetekhez. Stan a barátai segítségét kéri, hogy megszerezhesse a nagyapja számára Ms. McGillicudy figuráit, hogy az ő kezébe kerüljön az idősek otthonában a hatalom. Cartman előáll egy tervvel, ezalatt Marcus egy újabb születésnapi buliba megy, ahol egy Peppa malacnak öltözött mulattató hal meg - a halála előtt azonban még elmondja, hogy kapcsolat van az idősek és a Hummel-figurák közt. Cartmanék gyerekkórusnak álcázva magukat bejutnak az idősek otthonába, ezalatt Stan megszerzi Ms. McGillicudy összes figuráját, és beteszi egy nagy zsákba. Szembetalálkozik Marcussal, akit meggyőz arról, hogy az itt lakók is csak áldozatok, és hogy segít neki, hogy eljuthasson azokhoz, akik profitálhattak Chuck E. Cheese függőségéből. Stan átviszi a Hummel-figurákat a nagyapjának, aki a zsákkal alaposan elveri az öregasszonyt, és ő lesz az otthonban az új "főgenya". Miközben Ms. McGillicudyt a "nyugiszobába" hurcolják, Marcus megjelenik azoknál, akik az egész függőségből profitálnak: egy orvosoknak rendezett konferencián, ahol közli, hogy lenne hozzájuk pár kérdése.

## Érdekességek
Az epizódhoz Killer Mike rapper írta a "They Got Me Locked Up In Here" című dalt.

## Fordítás
- Ez a szócikk részben vagy egészben  a   Hummels & Heroin című angol Wikipédia-szócikk ezen változatának fordításán alapul.  Az eredeti cikk szerkesztőit annak laptörténete sorolja fel. Ez a jelzés csupán a megfogalmazás eredetét és a szerzői jogokat jelzi, nem szolgál a cikkben szereplő információk forrásmegjelöléseként.